# Алдейя-душ-Фернандіш
Алдейя-душ-Фернандеш (порт. Aldeia dos Fernandes; МФА: [aɫ.ˈdɐj.ɐ duʃ fɨɾ.ˈnɐ̃.dɨʃ]) — парафія в Португалії, у муніципалітеті Алмодовар. Розташована в південній частині країни, на теренах історичної португальської провінції Алентежу. Входить до складу округу Бежа. За адміністративним поділом, чинним до 1976 року, терени парафії були складовою провінції Нижнє Алентежу. Належить до Безької діоцезії Католицької церкви. Патрон — святий Йосип. Площа — 21,2580 км². Населення — 536 ос. (2011). Слабо урбанізований регіон. Густота населення — 25,21 осіб/км²
. Код — 020208.

## Населення
| 1991 | 2001 | 2011 |
| 694  | 619  | 536  |